# Šarišské Čierne
Šarišské Čierne es un municipio del distrito de Bardejov en la región de Prešov, Eslovaquia, con una población estimada a final del año 2024 de 299 habitantes.
Se encuentra ubicado en el centro-norte de la región, cerca del río Topľa (cuenca hidrográfica del río Tisza) y de la frontera con Polonia.

## Demografía
| Año        | 1994 | 2004    | 2014    | 2024    |
| ---------- | ---- | ------- | ------- | ------- |
| Población  | 357  | 325     | 301     | 299     |
| Diferencia |      | −8,96 % | −7,38 % | −0,66 % |

| Año        | 2023 | 2024    |
| ---------- | ---- | ------- |
| Población  | 294  | 299     |
| Diferencia |      | +1,70 % |